# Oxyothespis brevipennis
Oxyothespis brevipennis är en bönsyrseart som beskrevs av Max Beier 1930. Oxyothespis brevipennis ingår i släktet Oxyothespis och familjen Mantidae. Inga underarter finns listade i Catalogue of Life.